# سبولا (آیووا)
سبولا (به انگلیسی: Sabula) شهری در ایالت آیووا کشور ایالات متحده آمریکا است که جمعیت آن در سرشماری سال ۲۰۱۰ میلادی، ۵۷۶ نفر بوده‌است.